# Сімферопольський повіт
Сімферопольський повіт — історична адміністративно-територіальна одиниця Таврійської губернії з центром в місті Сімферополь, що існувала в 1784—1921 роках. В 1796—1802 роках іменувався Ак-Мечетський повіт.

## Історія
Повіт був утворений у складі Таврійської області указами Сенату Катеринославському і Таврійському генерал-губернаторові князю Г. А. Потьомкіну 8 лютого 1784 року. Документальних свідчень про адміністративно-територіальний поділ повіту в початковий період не виявлено, передбачається, що він відповідав введеному після 1802 року.
12 грудня 1796 року указом імператора Павла I повіт був перейменований в Ак-Мечетський; його включили до складу новоствореної Новоросійської губернії. При Павлові Крим був поділений на 2 повіту: Перекопський і Ак-Мечетський, причому останній займав практично весь півострів, за винятком району Присивашшя.
8 (20) жовтня 1802 року Олександр I указом Сенату розділив Новоросійську губернію на Таврійську, Миколаївську та Катеринославську губернії. Тим же указом в Таврійській губернії було ліквідовано Ак-Мечетський повіт (і відтворений Сімферопольський), а також визначено 7 нових повітів.
Протягом XIX століття внутрішній устрій повіту неодноразово змінювався.
Повіт проіснував до радянських реформ 1921 року, коли він був перетворений в Сімферопольський округ, а в 1923 у ввели районну систему і з округу виділили 3 райони: Підгірно-Петровський (з 1924 року Сімферопольський), Бахчисарайський, Карасубазарський і Сарабузький (скасований в 1924 році).

## Географія
Повіт спочатку займав весь південний захід (без Севастопольського градоначальства) і центральну гірську і передгірську частину півострова. 15 квітня 1838 року був оприлюднений Указ сенату: «Про заснування в Таврійській губернії нового повіту під назвою Ялтинського», згідно з яким Південний берег і частина території Головного та внутрішнього пасма Кримських гір виділялися з Сімферопольського повіту. У результаті площа склала 4 727,6 км².
Східний кордон повіту, з Феодосійським, проходила за притокою Салгира, річці Біюк-Карасу, потім через Головну гряду по дорозі Карасубазар — Ускут;
північна, з Євпаторійським та Перекопським повітами, починалася біля озера Кизил-Яр на березі Каркінітської затоки і йшла загальним напрямком на схід до Салгира трохи північніше села Сарабуз, далі на північ по Салгир до сучасного села Владиславівка Нижньогірського району і схід змикалася з кордоном по Біюк-Карасу. Південна межа, з Ялтинським повітом, на сході проходила по яйлі Головної гряди і за Чатир-Дагом повертала на захід по верхів'ях Альми, потім по Марті та Качі, потім на південь, по поздовжній долині Внутрішнього пасма, по лінії Пички — Карло — Уркуста до річки Чорної. На південному заході до повіту примикало Севастопольське градоначальництво, кордон з яким проходила по Мекензієвих горах.

## Населення
Після захоплення Криму Росією населення півострова, внаслідок еміграції та різних смут, скоротилося приблизно на 300 тис. чоловік.
Згідно з відомістю, складеною під час п'ятої ревізії 1796 року, в повіті нараховувалося 24 955 чоловік, згідно з «Камеральним Описом Таврійської області», складеним 1802 року, в Акмечетському повіті було 64 714 жителів (повіт тоді займав майже весь Крим).
У повіті було три міста: Сімферополь, Бахчисарай та Карасубазар; основне населення було зосереджено в селах.
В 1805 в повіті, без міст, значилося 42 863 жителя, з них немусульман 1784 людини . Так званих «російських селищ» на той рік в повіті було 5: Мангуш, Підгородня, Курци (зараз обидві в межі Сімферополя), Петербурзькі мазанки, Зуя та Бія-Сала. За волостях населення розподілялося таким чином:
В 1864 році в повіті в 4497 будинках проживало 25 915 чоловік
За переписом 1897 року населення повіту склала 141 717 чоловік (чоловіків 76 335, жінок 65 382), у тому числі сільського — 66712 чол. Щільність населення становила 34 чол. на км², тільки сільського — 16 чол. на км².
За національностей на 1897 рік частки населення розподілялися таким чином:
- Кримські татари — 41,8 %,
- Росіяни — 30,2 %,
- Українці — 7,5 %,
- Євреї — 6,5 %,
- Німці — 4,1 %,
- Караїми — 2,6 %.

Грамотних зафіксовано 33,9 %, що вище середнього рівня по губернії, 50,6 % жителів складали селяни, які населяють понад 1000 сіл, середнє число мешканців яких близько 60 душ. Селянських громад в повіті на 1905 належало 4,5 %, або 20 тис. десятин землі, ще 115 тис. десятин належало селянам на правах приватної власності. 129 000 десятин належало дворянам, 59 тисяч — купцям і 72 тисячі десятин — скарбниці, церкви і різним установам.

## Економіка

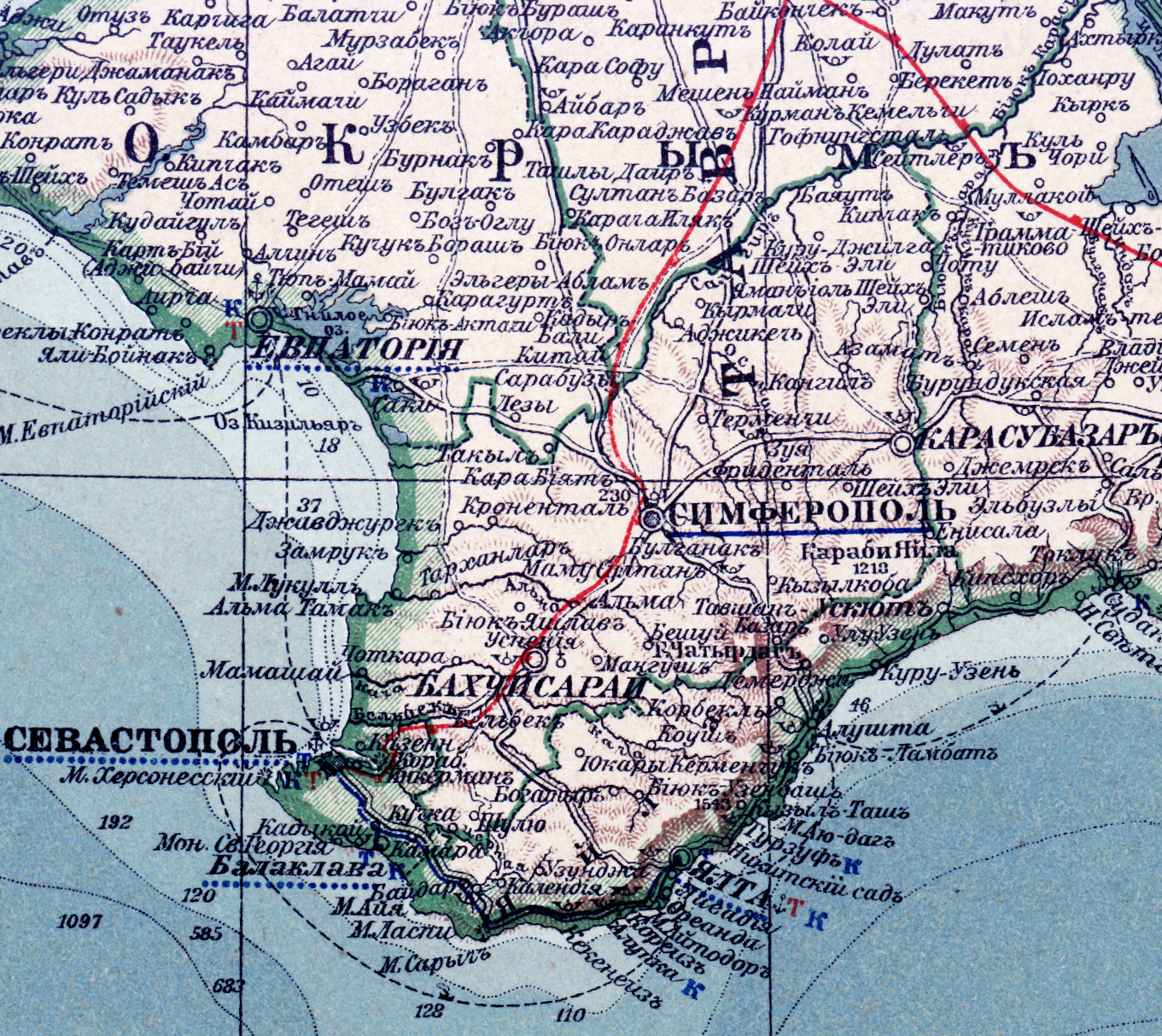
Сімферопольський повіт. 1909 рік.

Майже 39 % населення займалися сільським господарством: в північній частині повіту — хліборобством (площа посівів зернових близько 87 тис. десятин), в передгірській та гірській — садівництвом, виноградарством і вирощуванням тютюну. Із зернових вирощували озиму пшеницю (32 % площі), овес, який займав близько 17 % і ячмінь з житом — 16,3 % посівної площі. Хліба збирали в середньому 48 тисяч тонн на рік (3 млн пудів) — понад 250 кг на душу населення. Фруктів повіт виробляв в рік в середньому 3 200 тонн, вина отримували з винограду — близько 4,3 мільйона літрів (з 1850 десятин виноградників), збір тютюну з 2,5 тисяч десятин плантацій — близько 1350 тонн. У повіті на 1900 рік налічувалося 26 тис. коней, 57 тис. голів великої рогатої худоби, 121 тисяча овець і кіз та 6,5 тисяч свиней. Кустарні промисли були розвинені слабо, виділялася тільки обробка шкіри. Промисловість також малорозвинені — за даними, за 1896 рік в повіті значилося підприємств:
|                        | У містах     | У повіті    |
| ---------------------- | ------------ | ----------- |
| Фабрик і заводів       | 69           | 143         |
| Усього виробництва в   | 1311 тис. р. | 148 тис. р. |
| Число зайнятих робочих | 990 чол.     | 336 чол.    |

## Адміністративний устрій
На 20 жовтня 1802 повіт був заснований у складі 7 волостей:
- Актачінська волость
- Алуштинська волость (до 1838 а)
- Аргінська волость
- Кадикойська волость
- Махульдурська волость (до 1829 року)
- Табулдинська волость
- Чоргунська волость
- Ескіордінська волость

У первинному вигляді повіт проіснував та волосний реформи 1829 року, коли до складу та найменування були внесені зміни. Склад повіту виглядав так:
- Ай-Тувганська волость
- Алуштинська волость
- Аргінська волость
- Байдарська волость
- Дуванкойська волость
- Озенбаська волость
- Сарабузська волость
- Ескіордінська волость
- Мангуська волость

В 1838 році був створений окремий Ялтинський повіт, до складу якого увійшли Алуштинська, Озенбаська та Байдарська волості, були також змінені кордону залишилися. З частини Кадикойської і Актачінської (від долини Булганак до річки Тобе-Чокрак) волостей, заселеній переважно німцями-колоністами — виділили Кронентальську волость; Кадикойську ж перейменували в Сарабузьку. Табулдінську перейменували в Зуйську виділивши з неї, а також частини Аргінської, німецьку Нейзатську волость.
До середини XIX століття територіальний поділ повіту виглядав таким чином:
- Дуванкойська,
- Зуйська,
- Каралезька,
- Кронентальська,
- Мангушська,
- Нейзатська,
- Сарабузька.

Наприкінці ХІХ ст. до складу повіту входили:
- Дуванкойська
- Зуйська
- Каралезська
- Кронентальська
- Мангушська
- Нейзатська
- Сарабузська
- повітове Сімферополь із передмістям Нове місто, Салгирною слобідкою, Верхньою Солдатською, Жандармською, Казанською, Російською, Солдатською, Шестериковою слободами та селом Підгороднє-Петровським.
- заштатне місто Бахчисарай із передмістями Азіз, Ак-Чокрак, Аскі-Юрт, Чуфут-Кале.
- заштатне місто Карасубазар із передмістями Виноградники, Каплик, фруктові сади, слободою Джанкой.